# Janne Wirman

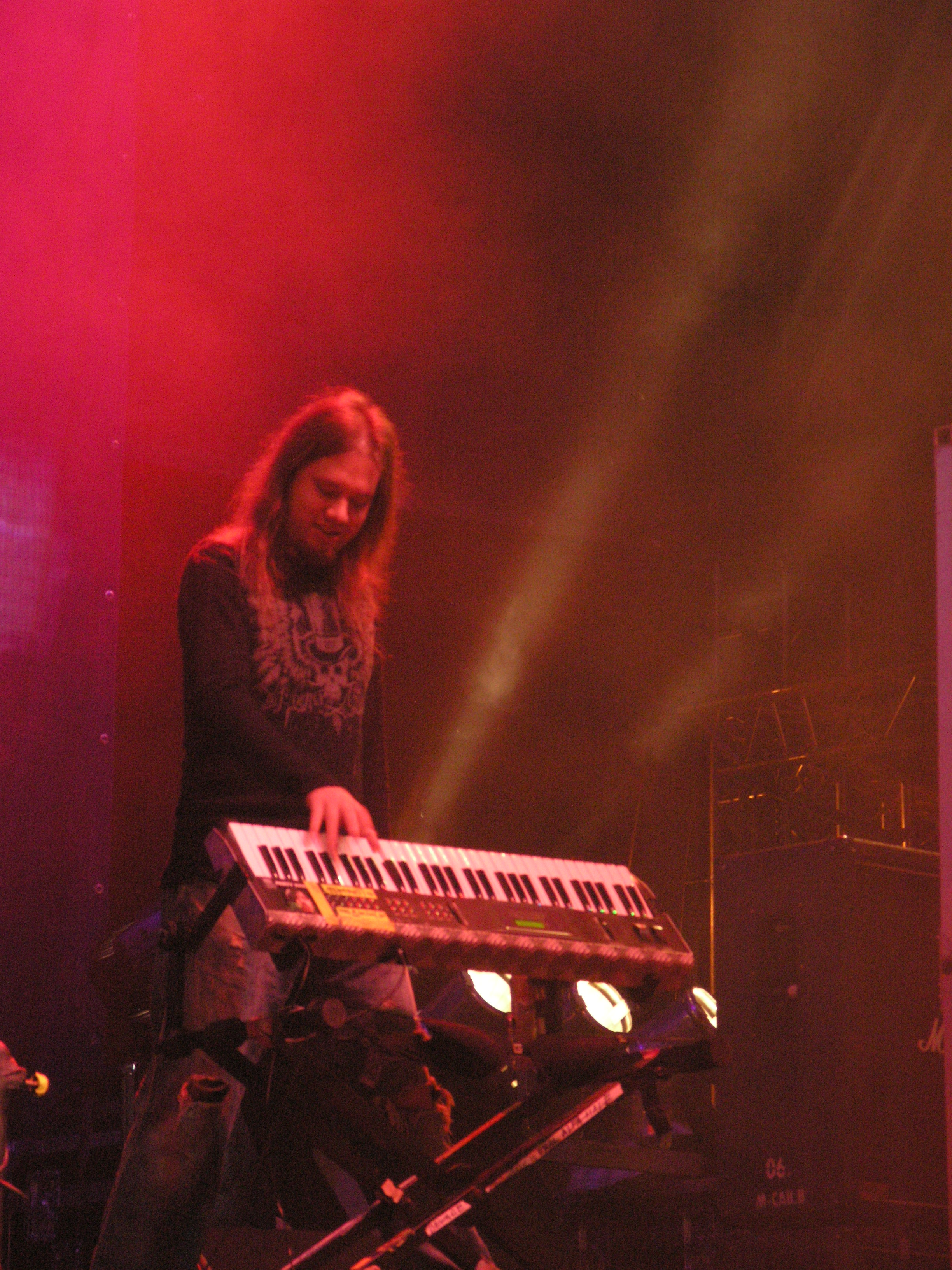
Janne Wirman 2007

Janne Viljami „Warman“ Wirman (* 26. April 1979 in Espoo) ist ein finnischer Musiker und Keyboarder der Metal-Bands Children of Bodom und Warmen.

## Leben
Janne Wirman begann schon im Alter von fünf Jahren mit dem Klavierspiel. Seine ersten musikalischen Einflüsse waren Jazz, später fokussierte er sich auf Heavy Metal. Mit 16 Jahren absolvierte er den Abschluss am Helsinki Pop & Jazz Conservatory und wurde daraufhin Keyboarder der Metal-Band Children of Bodom. Er ersetzte Jani Pirisjoki, der aus der Band gefeuert wurde. Wirmans Einstieg in die Band stellt gleichzeitig auch den Beginn der professionellen Karriere von Children of Bodom dar.
Im Jahr 2000 gründete Janne Wirman sein Soloprojekt Warmen. Zudem ist er auf dem Debütalbum der Band Masterplan, sowie auf allen drei Soloalben von Timo Kotipelto zu hören.
Wirman besitzt ein eigenes Studio, das er nach dem Titel der zweiten Warmen-CD Beyond Abilities nannte. Dort wurden u. a. Keyboardtracks für Kotipelto, Ensiferum und Sinergy aufgenommen.
Zu Endorsement-Verträgen hat Janne Wirman ein gespaltenes Verhältnis. Nachdem sich sowohl Roland als auch KORG ihm gegenüber unkooperativ verhalten haben, klebt Wirman die Firmenlogos seiner Instrumente mit Klebeband ab. Zudem erwähnt er im zweiten Album von Warmen “No Roland or KORG products were used”.

## Stil
Wirmans Keyboardspiel gilt als stilprägend für den Melodic Death Metal. Seine schnellen und virtuosen Soli und Duelle (vor allem mit Gitarrist Alexi Laiho) sind in der Metal-Szene einzigartig. Janne Wirman ist stark beeinflusst vom Stratovarius-Keyboarder Jens Johansson. Er übernahm dessen Art, das Keyboard auf einem nach vorne abgewinkelten Stativ zu spielen. Zudem benutzt Wirman in einigen Stücken Synthesizer-Patches, die von Jens Johannson programmiert wurden.

## Equipment
Meist nutzt Wirman für Liveauftritte den Korg X5D, allerdings ausschließlich als MIDI-Controller für ein variierendes Setup von Racks/Modulen. Sein stilprägender Leadsound ist ein von Jens Johansson erstellter Emulations-Patch für den Korg Polysix, ursprünglich erzeugt auf dem JV1080.

### Jannes Setup auf Hate Crew Deathroll
- MOTU Digital Performer 3.0, ausgeführt auf einem Macintosh G4
- Roland JV2080 (drei Einheiten mit verschiedenen Erweiterungen)
- Akai S5000 und Akai Pro Synth Module
- EMU P2000, Proteus1, e64 und 9090
- Korg Triton Rack und X3r